# Tommy Cross
Tommy Cross, född 12 september 1989, är en amerikansk professionell ishockeyspelare som är kontrakterad till NHL-organisationen Columbus Blue Jackets och spelar för deras primära samarbetspartner Cleveland Monsters i AHL. 
Han har tidigare spelat på NHL-nivå för Boston Bruins och på lägre nivåer för Providence Bruins i AHL, South Carolina Stingrays i ECHL, Boston College Eagles (Boston College) i NCAA, Ohio Junior Blue Jackets i USHL och Team USA i NAHL.
Cross draftades i andra rundan i 2007 års draft av Boston Bruins som 35:e spelare totalt.
Den 1 juli 2018 skrev han som free agent på ett ettårskontrakt värt 650 000 dollar med Columbus Blue Jackets.

## Statistik
| 2004–05     | Simsbury High            |             | 23  | 5  | 40  | 45  | 18  | —  | — | —  | —  | —  |
| 2005–06     | Simsbury High            |             | 22  | 15 | 35  | 50  | 18  | —  | — | —  | —  | —  |
| 2006–07     | Westminster Prep.        |             | 25  | 8  | 12  | 20  | 20  | —  | — | —  | —  | —  |
|             | Team USA                 | NAHL        | 2   | 0  | 2   | 2   | 0   | —  | — | —  | —  | —  |
| 2007–08     | Westminster Prep.        |             | 19  | 5  | 16  | 21  | 20  | —  | — | —  | —  | —  |
|             | Ohio Junior Blue Jackets | USHL        | 9   | 0  | 4   | 4   | 8   | —  | — | —  | —  | —  |
| 2008–09     | Boston College Eagles    | NCAA        | 24  | 0  | 8   | 8   | 24  | —  | — | —  | —  | —  |
| 2009–10     | Boston College Eagles    | NCAA        | 38  | 5  | 5   | 10  | 36  | —  | — | —  | —  | —  |
| 2010–11     | Boston College Eagles    | NCAA        | 28  | 7  | 11  | 18  | 45  | —  | — | —  | —  | —  |
| 2011–12     | Boston College Eagles    | NCAA        | 44  | 5  | 19  | 24  | 66  | —  | — | —  | —  | —  |
|             | Providence Bruins        | AHL         | 2   | 0  | 0   | 0   | 2   | —  | — | —  | —  | —  |
| 2012–13     | Providence Bruins        | AHL         | 42  | 1  | 10  | 11  | 23  | 12 | 0 | 3  | 3  | 8  |
|             | South Carolina Stingrays | ECHL        | 24  | 6  | 13  | 19  | 23  | —  | — | —  | —  | —  |
| 2013–14     | Providence Bruins        | AHL         | 55  | 3  | 4   | 7   | 54  | 4  | 0 | 1  | 1  | 4  |
| 2014–15     | Providence Bruins        | AHL         | 54  | 4  | 18  | 22  | 85  | 4  | 1 | 0  | 1  | 4  |
| 2015–16     | Boston Bruins            | NHL         | 3   | 0  | 1   | 1   | 0   | —  | — | —  | —  | —  |
|             | Providence Bruins        | AHL         | 64  | 3  | 20  | 23  | 97  | 3  | 1 | 1  | 2  | 0  |
| 2016–17     | Boston Bruins            | NHL         | 0   | 0  | 0   | 0   | 0   | 1  | 0 | 1  | 1  | 0  |
|             | Providence Bruins        | AHL         | 74  | 12 | 23  | 35  | 69  | 16 | 2 | 7  | 9  | 20 |
| 2017–18     | Providence Bruins        | AHL         | 73  | 8  | 28  | 36  | 83  | 4  | 1 | 2  | 3  | 12 |
| 2018–19     | Cleveland Monsters       | AHL         | —   | —  | —   | —   | —   | —  | — | —  | —  | —  |
| NHL totalt  | NHL totalt               | NHL totalt  | 3   | 0  | 1   | 1   | 0   | 1  | 0 | 1  | 1  | 0  |
| AHL totalt  | AHL totalt               | AHL totalt  | 364 | 31 | 103 | 134 | 413 | 43 | 5 | 14 | 19 | 48 |
| ECHL totalt | ECHL totalt              | ECHL totalt | 24  | 6  | 13  | 19  | 23  | —  | — | —  | —  | —  |
| NCAA totalt | NCAA totalt              | NCAA totalt | 134 | 17 | 43  | 60  | 171 | —  | — | —  | —  | —  |
| USHL totalt | USHL totalt              | USHL totalt | 9   | 0  | 4   | 4   | 8   | —  | — | —  | —  | —  |
| NAHL totalt | NAHL totalt              | NAHL totalt | 2   | 0  | 2   | 2   | 0   | —  | — | —  | —  | —  |